# Nemesleányfalu
Nemesleányfalu Nagyvázsony része 1950 óta, azelőtt önálló község volt Veszprém vármegye Veszprémi járásában.

## Története
1082-ben említik Praedium Lean néven, mint a Veszprémi egyházmegye birtokát. Ez a falu a mai temető helyén feküdt. Az akkori templomnak, melynek romjai még mindig látszanak, a védőszentje Jakab apostol volt. 1443-ban már biztosan Leányfalu volt a település neve. A török hódoltság alatt ez a település is elpusztult. A nagyvázsonyi vár luteránus katonái telepítették újra a falut a mai helyén. Ők már nemesek voltak, mint a falu neve elé később ragasztott nemes szó is utal. A falu népessége növekedett a békés időkben.

## Látnivalók
- Evangélikus templom
- Igásló Központ